# Seaspan ULC
Seaspan ULC, früher Seaspan Marine Corporation, ist ein Zusammenschluss mehrerer kanadischer Schiffswerften mit Hauptsitz in Vancouver, British Columbia. Das Unternehmen baut und überholt Militärschiffe, Fähren, Schlepper und Bargen und bietet weitere Dienstleistungen im Pazifischen Nordwesten sowie international an. Das Unternehmen ist Teil der Unternehmensgruppe The Washington Companies.

## Seeverkehr

### Seaspan Marine Corporation
Seaspan Marine Corporation hat sich zu einem bekannten Transportunternehmen entwickelt, welches die Westküste von Nordamerika (Westküste der Vereinigten Staaten und Kanadas) mit einer großen Flotte von Schleppern und Bargen bedient. Seaspans Bargen transportieren vor allem Rohstoffe wie diverse Holzarten, Gesteine, Kies, Kalksteine, Treibstoffe, Rohöl. Außerdem betreibt Seaspan Marine Corporation Terminals u. a. im Hafen Vancouver, in Victoria und in Esquimalt.
Im Jahr 1999 wurde die Reederei Seaspan Container Lines als Tochtergesellschaft gegründet, die den Bau von 23 Containerschiffen in Auftrag gab. Zum Börsengang der Seaspan Container Lines im Jahr 2005 wurde daraus das eigenständige Unternehmen Seaspan Corporation.

### Seaspan Ferries Corporation
Seaspan Ferries Corporation ist ein kommerzieller Fährbetrieb, welcher reguläre Verbindungen zwischen Delta und Vancouver Island, Nanaimo und Swartz Bay anbietet. Seaspan Ferries transportiert hauptsächlich Anhänger und Container sowie Züge auf Fähren und antriebslosen Schubleichtern (Bargen).

## Werften
Die Seaspan-Gruppe betreibt drei Werften:
1. Die Vancouver Drydocks befinden sich am nördlichen Ende des Hafens von Vancouver. Sie verfügen über zwei Trockendocks für 36.000 Tonnen sowie einen 30.000-Tonnen-Dock.
2. Vancouver Shipyards entwickelt und baut alle Arten von Schleppschiffen und bietet Instandhaltungen und Überholungen an. Zu der Anlage gehört eine große Stahlformanlage, Bau- und Werkshallen sowie eine Lackiererei.
3. Die dritte Werft, Victoria Shipyards, nutzt das Esquimalt Graving Dock auf Vancouver Island. In dieser Anlage, die im Besitz des kanadischen Staates ist, können Schiffe bis zu 100.000 DWT repariert und überholt werden. Victoria Shipyards ist das größte Schiffsreparaturzentrum an Kanadas Pazifikküste.